# Aleksandar Zečević
Aleksandar Zečević (en serbio: Александар Зечевић, Novi Sad, 3 de octubre de 1996) es un baloncestista serbio que pertenece a la plantilla de EWE Baskets Oldenburg que compite en la Basketball Bundesliga. Con 2,08 metros de estatura, juega en la posición de pívot.

## Trayectoria deportiva

### Universidad
Tras disputar su etapa de instituto en  Scotland Performance Institute (Chambersburg, Pennsylvania) jugó dos temporadas con los Owls de la Universidad Atlántica de Florida, en las que promedió 5,5 puntos y 4,1 rebotes por partido. alcanzando el título de la Mostlow State College  Region 7 Tennessee. 

#### Estadísticas
| Año     | Equipo           | PJ | PT | MPP  | %TC  | %3P  | %TL  | RPP | APP | ROB | TPP | PPP |
| ------- | ---------------- | -- | -- | ---- | ---- | ---- | ---- | --- | --- | --- | --- | --- |
| 2018–19 | Florida Atlantic | 32 | 11 | 12.3 | .552 | .273 | .632 | 3.7 | 0.3 | 0.3 | 0.4 | 4.8 |
| 2019–20 | Florida Atlantic | 32 | 11 | 16.8 | .531 | .222 | .625 | 4.5 | 0.9 | 0.5 | 0.3 | 6.2 |
| Total   | Total            | 64 | 22 | 14.5 | .540 | .237 | .627 | 4.1 | 0.6 | 0.4 | 0.3 | 5.5 |

### Profesional
Tras no ser elegido en el Draft de la NBA de 2020, el 9 de agosto de 2020 se unió a la plantilla de los MBK Baník Handlová que compite en la Slovakian Extraliga, la máxima competición de Eslovaquia.
El 29 de julio de 2021, firma con el Kharkivski Sokoly que compite en la Ukrainian Basketball Superleague, la primera división del baloncesto ucraniano para la temporada 2021-2022
En la temporada 2022-23, firma por el Basket Zielona Góra que compite en la TBL.